# Novo Selo Garešničko
Novo Selo Garešničko falu Horvátországban Belovár-Bilogora megyében. Közigazgatásilag Berekhez tartozik.

## Fekvése
Belovártól légvonalban 29, közúton 36 km-re délre, községközpontjától légvonalban 11, közúton 15 km-re délre, a Monoszlói-hegység keleti lejtőin, a 26-os számú főúttól délre, Gornja Garešnica és Podgarić között, a Garešnica-patak partján fekszik.

## Története
A község legújabb települése csak a 20. század első felében keletkezett. Lakosságát 1948 óta számlálják önállóan, amikor 192-en lakták. A háború után a fiatalok elvándorlása miatt lakossága folyamatosan csökkent. 1991-től a független Horvátország része. 1991-ben lakosságának 86%-a horvát, 11%-a szerb nemzetiségű volt. A délszláv háború idején mindvégig horvát kézen maradt. 2011-ben a településnek 47 lakosa volt.

## Lakossága
| Lakosság változása | Lakosság változása | Lakosság változása | Lakosság változása | Lakosság változása | Lakosság változása | Lakosság változása | Lakosság változása | Lakosság változása | Lakosság változása | Lakosság változása | Lakosság változása | Lakosság változása | Lakosság változása | Lakosság változása | Lakosság változása |
| ------------------ | ------------------ | ------------------ | ------------------ | ------------------ | ------------------ | ------------------ | ------------------ | ------------------ | ------------------ | ------------------ | ------------------ | ------------------ | ------------------ | ------------------ | ------------------ |
| 1857               | 1869               | 1880               | 1890               | 1900               | 1910               | 1921               | 1931               | 1948               | 1953               | 1961               | 1971               | 1981               | 1991               | 2001               | 2011               |
| 0                  | 0                  | 0                  | 0                  | 0                  | 0                  | 0                  | 0                  | 192                | 187                | 148                | 115                | 106                | 88                 | 59                 | 47                 |